# Los Tizates
Los Tizates är en ort i Mexiko.   Den ligger i kommunen Valle de Bravo och delstaten Mexiko, i den södra delen av landet, 110 km väster om huvudstaden Mexico City. Los Tizates ligger 2 021 meter över havet och antalet invånare är 126.
Terrängen runt Los Tizates är lite bergig. Runt Los Tizates är det ganska tätbefolkat, med 116 invånare per kvadratkilometer. Närmaste större samhälle är Ixtapan del Oro, 17,8 km väster om Los Tizates. I omgivningarna runt Los Tizates växer huvudsakligen savannskog.